# Thierry Hupond
Thierry Hupond (Décines, 10 novembre 1984) è un ex ciclista su strada francese, professionista dal 2008 al 2017.

## Carriera
Si avvicina al ciclismo in fase di riabilitazione dopo un infortunio alla caviglia rimediato giocando a calcio. Passato all'agonismo, da dilettante vince una tappa al Tour de Nouvelle Calédonie nel 2006, le Boucles du Tarn e il Tour du Charollais nel 2007. Dopo uno stage negli ultimi mesi del 2007, passa professionista nel 2008 con la Skil-Shimano, divenuta poi Argos-Shimano e Giant-Shimano.
Nei primi anni di carriera coglie come migliori piazzamenti due secondi posti, nella tappa di Georgsmarienhütte al Deutschland Tour 2008, dietro a Stéphane Augé, e alle Boucles du Sud Ardèche 2011, dietro ad Arthur Vichot. Partecipa inoltre al Tour de France 2009 e alla Vuelta a España 2012 e 2013. Nel 2014 ottiene la prima vittoria da professionista, facendo sua la quarta tappa della Quatre Jours de Dunkerque; nel 2015 corre, concludendola, la sua terza Vuelta a España. Per la stagione 2016 si trasferisce al team Delko-Marseille Provence-KTM.

## Palmarès
- 2006 (Vélo Club La Pomme Marseille, una vittoria)

7ª tappa, 1ª semitappa Tour de Nouvelle Calédonie (Tabwa > Bondé)
- 2007 (Vélo Club La Pomme Marseille, due vittorie)

Boucles du Tarn
Tour du Charollais
- 2014 (Team Giant-Shimano, una vittoria)

4ª tappa Quatre Jours de Dunkerque

## Piazzamenti

### Grandi Giri
- Tour de France

2009: 90º
- Vuelta a España

2012: 124º
2013: ritirato (20ª tappa)
2015: 142º

### Classiche monumento
- Liegi-Bastogne-Liegi

2008: 122º
2013: 145º
2015: ritirato